# Antonio Monestiroli
Antonio Monestiroli (Milano, 10 giugno 1940 – Milano, 8 dicembre 2019) è stato un architetto italiano.

## Biografia
Antonio Monestiroli, nato a Milano nel 1940, si laureò in Architettura al Politecnico di Milano nel 1965 con Franco Albini. Iniziò la professione con Paolo Rizzatto che diventerà uno dei più importanti designer italiani. Dal 1968 al 1972 fu assistente e collaboratore di Aldo Rossi. Dal 1970 insegnò Composizione architettonica alla facoltà di Architettura del Politecnico di Milano e dal 1997 alla facoltà di Architettura Civile. Ha insegnato alla Facoltà di Architettura dell'Università "G. d'Annunzio" di Chieti/Pescara e allo Istituto Universitario di Architettura di Venezia (IUAV). Nel 1979 fu Visiting Professor alla Syracuse University a New York, nel 2004 al Dipartimento di Architettura della Delft University of Technology. Dal 1988 al 1994 fu Direttore del Dipartimento di Progettazione dell'Architettura del Politecnico di Milano. Dal 1987 fu membro del Collegio dei docenti del Dottorato di Ricerca in Composizione architettonica con sede allo IUAV di Venezia. Dal 2000 al 2008 fu Preside della Facoltà di Architettura Civile del Politecnico di Milano. Dal 2007 insegnò Teorie dell'architettura contemporanea presso la stessa Facoltà. Dal 1999 fu Accademico di San Luca. Nel 2010 gli venne conferita la Laurea Honoris Causa dal Politecnico di Cracovia. Dal 2011 fu Professore Emerito di Composizione Architettonica al Politecnico di Milano.

## Progetti

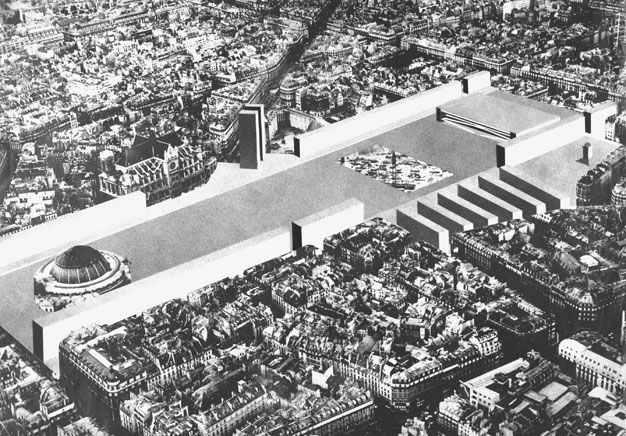
Progetto per l'area di Les Halles, Parigi

Partecipò a numerosi concorsi nazionali e internazionali.
I principali progetti furono:
- il concorso per la sistemazione di Piazza Fontana a Milano (1968),
- il concorso per il palazzo della Regione a Trieste (1974),
- il concorso per il nuovo teatro di Udine 1974
- il progetto per una piazza ad Ancona 1978
- il concorso per Les Halles di Parigi 1979
- una casa per anziani a Galliate, Novara 1982 - 1989
- il concorso per il nodo ferroviario di Bologna 1983
- il progetto per l'area di Porta Genova a Milano 1987
- il concorso per la costruzione del nuovo Ponte dell'Accademia a Venezia 1985
- il progetto della nuova sede del Politecnico di Milano nel quartiere Bovisa 1990
- il progetto per l'area Garibaldi Repubblica a Milano 1992
- il concorso internazionale per la sistemazione urbanistica dello Spreeinsel a Berlino 1993
- il quinto ampliamento del cimitero Maggiore di Voghera 1995-2003
- il progetto per la trasformazione delle aree del porto a Patrasso 1997
- il progetto per un palazzetto dello sport a Limbiate, Milano 1998
- il concorso per l'ampliamento del cimitero di san Michele in isola a Venezia 1998
- il concorso per il recupero del centro antico di Salerno 1998

Nel 2003 fondò lo studio Monestiroli Architetti Associati insieme a Tomaso Monestiroli con il quale progettò:
- il nuovo lungomare di Levanto, La Spezia 2004
- il nuovo Planetario di Cosenza 2001-2010
- la piazza della nuova stazione ferroviaria di Pioltello Milano
- due torri residenziali per la città di Brescia 2004
- la nuova Biblioteca Provinciale di Pescara 2004 - 2005
- la chiesa di San Carlo Borromeo a Roma 2005-2010
- il progetto per l'area di risulta ferroviaria a Cesena
- il progetto per lo Scalo Farini a Milano 2009
- il concorso per un quartiere a Figino, Milano 2009
- il concorso internazionale per un ecoquartiere a Losanna 2010
- il concorso internazionale di riqualificazione urbanistica dell'ambito di trasformazione ex Annonaria, Cremona City Hub Cremona 2011

I suoi progetti sono stati pubblicati su numerose riviste e in alcune monografie, tra le quali:
- Antonio Monestiroli. Progetti 1967-1987 , a cura di Francesco Moschini, Kappa, Roma, 1988
- Antonio Monestiroli. Opere, progetti, studi di architettura, a cura di Massimo Ferrari, Electa, Milano, 2001
- Il cimitero maggiore di Voghera, a cura di Massimo Ferrari, Federico Motta editore, Milano, 2004
- Antonio Monestiroli. Prototipi di Architettura, Edizioni Il Poligrafo, Padova, 2012

## Pubblicazioni
Monestiroli fu autore di numerosi articoli e monografie principalmente attinenti alla teoria della progettazione architettonica. Tra di esse si ricordano:
- L'architettura della realtà, Clup, Milano 1979, Allemandi, Torino 2004 - La arquitectura de la realidad, Ediciones del Serbal, Barcellona 1993 - Η αρχιτεκτονική της πραγματικότητας, Εκδόσεις Καστανιώτη, Atene 2009
- Casa dello studente a Chieti, Kappa, Roma 1980 (con Giorgio Grassi)
- L'Architettura secondo Gardella, Laterza, Roma 1997, Maggioli, Milano 2010
- La metopa e il triglifo. Nove lezioni di architettura, Laterza, Roma-Bari 2002 - The metope and the triglyph, SUN, Amsterdam 2005 -  Tryglif I Metopa, Politechnika Krakowska, Cracovia 2008
- Ignazio Gardella e la scuola di Milano, Electa, Milano 2009
- La ragione degli edifici, Christian Marinotti, Milano 2010
- In compagnia di Palladio, Collana Figure, Lettera Ventidue, Siracusa, 2013.
- Il mondo di Aldo Rossi, Collana Figure, Lettera Ventidue, Siracusa, 2015.
- Una pagina su... trentasei progetti di architettura, Lettera Ventidue, Siracusa, 2016.

Fu inoltre curatore dell'edizione italiana di L. Hilberseimer, Mies van der Rohe, Milano, CLUP, 1984.

## Mostre di architettura
- Partecipazione alla XV Triennale di Milano con il progetto di abitazione a Feltre (BL), Milano, 1973.
- Partecipazione alla Mostra dei progetti del concorso per la sistemazione di una piazza ad Ancona (progetto segnalato), Ancona, 1979.
- Mostra della casa dello studente a Chieti, organizzata dall'opera universitaria di Chieti, 1980.
- Mostra del progetto per il concorso sull'area delle Halles a Parigi, pubblicata da CLEAR Roma, 1980.
- Mostra dei progetti alla Libreria-Galleria l'Archivolto, Milano, 10 maggio - 30 giugno 1983. (Recensita in: Il Giornale, 10 maggio 1983; Costruire per Abitare n°10, Giugno 1983).
- Mostra dei progetti alla AAM Coop. Roma, 13 febbraio - 31 marzo 1984. (Recensita in: Il Manifesto, 29 marzo 1984; Casabella n°502, Maggio 1984).
- Mostra dei progetti a cura della CLUA di Pescara, Marzo 1984.
- Partecipazione alla Terza Mostra Internazionale di Architettura con il progetto del Ponte dell'Accademia, Biennale di Venezia, 1985.
- Partecipazione alla mostra Nove progetti per nove città, XVII Triennale di Milano, Milano 1987.
- Mostra personale delle attività di progettazione alla Facoltà di Architettura di Pescara, 1989.
- Partecipazione alla mostra Architettura della Metropoli. Sei edifici pubblici per Milano, Idea Books, Milano, 30 maggio 1990.
- Partecipazione alla mostra del Concorso per la ricostruzione di Piazza Fontana, Arengario di Piazza Duomo, Milano, Gennaio 1990.
- Partecipazione alla mostra dei Progetti per la costruzione di tre nuovi centri parrocchiali a Milano, Museo del Duomo di Milano, 21 ottobre - 25 novembre 1990.
- Partecipazione alla mostra Il mondo delle torri: da Babilonia a Manhattan, Palazzo Reale, Milano, 14 maggio 1990.
- Partecipazione alla mostra dei progetti invitati al concorso per la progettazione di un centro civico a San Donato Milanese, Biblioteca Comunale di San Donato (MI), 1991.
- Partecipazione alla Quinta Mostra Internazionale di Architettura con il progetto del concorso "Una porta per Venezia" (progetto premiato) e con il progetto per un Museo e Uffici a Porta Genova a Milano, Padiglione Italia - Biennale di Venezia, settembre 1991.
- Partecipazione alla mostra Lo spazio sacro, ex granai le Zattere - Biennale di Venezia, ottobre 1992.
- Partecipazione alla mostra de Arquitectura di Cordoba, Argentina, ottobre 1994.
- Partecipazione alla IX Bienal Panamericana de Arquitectura de Quito, Ecuador, 14-19 novembre 1994.
- Partecipazione alla mostra Progetti per Milano, Museo della Scienza e della Tecnica "Leonardo Da Vinci", Milano, 11-27 aprile 1995.
- Partecipazione alla mostra Architettura Italiana da tre sedi universitarie, Centro national de conservation, restaurazione y musicologia CENCREM, La Havana, Cuba, 28 giugno - 22 luglio 1995.
- Coordinatore della mostra Il centro altrove. Periferie e nuove centralità nell'area metropolitana, Palazzo dell'Arte - Triennale di Milano, 12 settembre - 31 ottobre 1995.
- Partecipazione alla mostra Architettura Italiana da tre sedi universitarie, Universidad autonoma metropolitana, Azcapotzalco, Città del Messico, 4-8 dicembre 1995.
- Partecipazione al Padiglione Italia della XIX Triennale di Milano, Palazzo dell'Arte - Triennale di Milano, 28 febbraio - 10 maggio 1996.
- Partecipazione alla mostra Less is more, Colegi d'Arquitectes de Catalana, Barcellona, Giugno - Luglio 1996.
- Partecipazione alla mostra L'ultima casa... Architecture monumentale et funérarie italienne, Charleroi - Bruxelles, Belgio, 9 settembre - 5 ottobre 1996.
- Partecipazione alla mostra Programma Eracles. Dieci progetti per la città greca, Atene, 24 maggio - 7 giugno 1997.
- Idea e costruzione, Fiera del Levante, Bari, 6-9 febbraio 1998.
- Spazio d'autore, mostra alla Facoltà di Architettura La Sapienza di Roma, 27 marzo - 10 aprile 1998.
- Partecipazione alla mostra Architettura Italiana da tre sedi universitarie, Istituto Italiano di Cultura del Libano, A.L.B.A.A. Académie Libaneise des Beaux Arts, Beyrouth, Libano, 1999.
- Partecipazione alla mostra Idee di architettura: proposte, programmi, progetti, Bergamo, Ottobre 1999.
- Partecipazione alla mostra Ten projects for the Greek City, Volos, 28 maggio - 13 giugno 1999; Chania - Creta, 4-12 settembre 1999; Patrasso, 13-26 novembre 1999.
- Partecipazione alla mostra Architettura Italiana da tre sedi universitarie/Italian architecture from three universities, Faculty of Architecture Arab University of Beirut, 25 febbraio 2000.
- Partecipazione alla mostra Ten projects for the Greek City, Ankara, 9-20 maggio 2000; University of Technology Delft, 31 ottobre - 20 novembre 2000.
- Partecipazione alla mostra Architettura Italiana da tre sedi universitarie/Italian architecture from three universities, Istituto Italiano di Cultura in Siria, facoltà di Damasco, Novembre - Dicembre 2000.
- The roof and the enclosure, Hochschule der Künste, Berlino, 19 dicembre 2000- 5 gennaio 2001.
- The roof and the enclosure, Nlokkenhal Bouwkunde, TU Delft, 14 settembre - 5 ottobre 2001.
- Il tetto e il recinto, IUAV Venezia, 28 febbraio - 21 marzo 2001.
- Il progetto come costruzione, Ordine degli Architetti di Milano, 14 marzo - 4 aprile 2002.
- Partecipazione alla mostra Dal Futurismo al futuro possibile nell'architettura italiana contemporanea, Roma-Tokyo, 2002. (Catalogo Skira).
- Partecipazione alla mostra dell'Accademia Nazionale di San Luca per una collezione di disegno contemporaneo, Accademia di San Luca - Roma, 19 dicembre 2008.
- Partecipazione alla mostra La Tendenza. Architectures italiennes 1965-1985, Centre Pompidou, Paris, 19 giugno - 10 settembre 2012. (Catalogo ed. Centre Pompidou).
- Antonio Monestiroli. Prototipi di Architettura, Palazzo della Gran Guardia - Padova, 15 settembre - 4 ottobre 2012. (Catalogo ed. Il Poligrafo)
- Antonio Monestiroli. L'architettura Razionale, Casa del Mantegna - Mantova, 12 dicembre 2012 - 30 gennaio 2013.
- Antonio Monestiroli. L'architettura Razionale, Scuola di Architettura di Siracusa, 9 maggio - 10 giugno 2013.
- Monestiroli Architetti Associati. Aule, Galleria di Architettura Italiana "Casa della Finestra - Firenze, Maggio - Giugno 2014. (Catalogo Diabasis)
- Monestiroli Architetti Associati. Aule, Sala mostre Facoltà di architettura "Federico II" di Napoli, Ottobre 2014.
- Monestiroli Architetti Associati. Aule, Sala mostre Facoltà di architettura "La Sapienza" di Roma, Dicembre 2014 - Gennaio 2015.
- Partecipazione alla mostra Comunità Italia. Architettura, Città, Paesaggio 1945-2000, a cura di Alberto Ferlenga e Marco Biraghi, Triennale di Milano, 28 novembre 2015 - 6 marzo 2016.